# Formule des quatre facteurs

Schéma du cycle de la production et disparition des neutrons en réacteurs

La formule des quatre facteurs a été inventée et utilisée par Enrico Fermi lors de l'optimisation de la pile de Chicago-1. Elle est applicable aux réactions en chaîne dans les réacteurs à eau et au graphite qui fonctionnent principalement sur la base des fissions induites par l'absorption de neutrons thermiques.

## Rappel: réactivité d'un milieu combustible
La réactivité d'un milieu combustible traduit sa capacité à entretenir la réaction en chaîne.
Elle est caractérisée par le coefficient de multiplication k :
Si k est plus grand que 1, la réaction en chaîne est surcritique et le nombre de neutrons va augmenter de façon exponentielle.
Si k est plus petit que 1, la réaction en chaîne est sous-critique et le nombre de neutrons va diminuer.
Si k = 1, la réaction est critique et le nombre de neutrons va rester constant.
De façon pratique, il existe deux formes du coefficient de multiplication :
- {\displaystyle k_{\infty }} : ce coefficient caractérise l'évolution de la population neutronique dans un milieu combustible pris comme étant infiniment étendu. Les neutrons émis ne peuvent donc en disparaître qu'en étant absorbés. C'est une simplification de la réalité. La formule des quatre facteurs s'applique à ce cas,
- {\displaystyle k_{\rm {effectif}}} : le même milieu combustible est considéré comme étant fini. Les neutrons peuvent donc également le quitter en franchissant ses limites. Cela correspond à la réalité des cœurs de réacteur. Il est appelé effectif car il correspond au nombre des neutrons issus d'une même fission qui vont ensuite générer effectivement une fission.

## Formulation

### Formule et définition des facteurs
La formule des quatre facteurs est :
|                                                                   |  |  | \| {\displaystyle k_{\infty }=\varepsilon \cdot p\cdot f\cdot \eta } \| |
| {\displaystyle k_{\infty }=\varepsilon \cdot p\cdot f\cdot \eta } |  |  |                                                                         |

On évoque quelquefois la formule à six facteurs qui exprime {\displaystyle k_{\rm {effectif}}} :
| |  |  | \| {\displaystyle k_{\rm {effectif}}=k_{\infty }\cdot P_{\rm {R}}\cdot P_{\rm {T}}=\varepsilon \cdot p\cdot f\cdot \eta \cdot P_{\rm {R}}\cdot P_{\rm {T}}} \| |
| {\displaystyle k_{\rm {effectif}}=k_{\infty }\cdot P_{\rm {R}}\cdot P_{\rm {T}}=\varepsilon \cdot p\cdot f\cdot \eta \cdot P_{\rm {R}}\cdot P_{\rm {T}}} |  |  | |

avec
| Symbole                            | Nom                                    | Définition - Signification |
| ---------------------------------- | -------------------------------------- | --- |
| {\displaystyle \varepsilon }       | Facteur de fission rapide              | {\displaystyle {\scriptstyle {\text{Nombre total de neutrons issus des fissions (candidats au ralentissement)}} \over \scriptstyle {\text{Nombre de neutrons issus des fissions induites par des neutrons thermiques}}}}. Conventionnellement, le cycle part d'un neutron rapide émis lors d'une fission induite par la capture d'un neutron thermique (par exemple par un noyau d'U235). Le facteur {\displaystyle \varepsilon } est ainsi un facteur correctif qui permet de tenir compte du fait que des neutrons sont également émis à la suite de fissions induites par la capture d'un neutron rapide. |
| {\displaystyle p}                  | Facteur antitrappe en ralentissement   | {\displaystyle {\scriptstyle {\text{Nombre total de neutrons parvenant au domaine (thermique)}} \over \scriptstyle {\text{Nombre de neutrons candidats au ralentissement}}}}. Au cours du ralentissement des neutrons rapides, certains sont capturés avant d'arriver à l'équilibre thermique avec le milieu. C'est par exemple le cas lors des captures dans les résonances de l'U238. Ce facteur rend compte de la fraction de neutrons franchissant avec succès les trappes pour arriver à un niveau d'énergie favorisant les fissions lors des captures par l'U235.                                      |
| {\displaystyle f}                  | Facteur d'utilisation thermique        | {\displaystyle {\scriptstyle {\text{Nombre moyen de neutrons capturés par les atomes du combustible}} \over \scriptstyle {\text{Nombre de neutrons capturés au total}}}} Probabilité qu'un neutron thermique soit capturé par un atome du combustible, par exemple l'U235, et non pas par un noyau stérile : par exemple un atome non fissile du combustible ou les structures du réacteur ou une grappe de contrôle de la réactivité. |
| {\displaystyle \eta }              | Facteur de reproduction                | {\displaystyle {\scriptstyle {\text{Nombre de neutrons issus de fissions thermiques}} \over \scriptstyle {\text{Nombre de neutrons captures par un atome du combustible}}}} Nombre de neutrons émis par fission pour un neutron thermique capturé par un noyau du combustible. Il tient compte de la probabilité que l'absorption conduise à une fission et du nombre moyen de neutrons émis lors d'une fission. |
| {\displaystyle k_{\infty }}        | Facteur multiplicatif en milieu infini | {\displaystyle k_{\infty }=\varepsilon \cdot p\cdot f\cdot \eta } |
| {\displaystyle P_{\rm {R}}}        |                                        | Probabilité de non fuite en ralentissement |
| {\displaystyle P_{\rm {T}}}        |                                        | Probabilité de non fuite au niveau thermique |
| {\displaystyle k_{\rm {effectif}}} | Facteur multiplicatif effectif         | {\displaystyle k_{\rm {effectif}}=\varepsilon \cdot p\cdot f\cdot \eta \cdot P_{\rm {R}}\cdot P_{\rm {T}}} |

### Expression générale des facteurs
| Expression - Formule complète | Expression simplifiée pour un cœur neuf de REP électrogène de puissance à UO2 naturel enrichi                                                                              | Commentaires - Hypothèses |
| --- | --- | --- |
| {\displaystyle \varepsilon \approx 1+{1-p \over p}\times {u_{\rm {R}}\cdot \nu _{\rm {R}}\cdot P_{\rm {RCF}} \over f\cdot \nu _{\rm {T}}\cdot P_{\rm {TCF}}\cdot P_{\rm {T}}}} | {\displaystyle 1+{1-p \over p*f}\times \alpha } {\displaystyle \alpha ={\text{constante ou fonction simple}}}                                                              | {\displaystyle {\nu _{\rm {R}}=\nu _{\rm {T}}=\nu }} {\displaystyle P_{\rm {T}}\approx 1} L'erreur relative ne porte que sur le terme 1 - ε |
| {\displaystyle P_{\rm {TCF}}} = Probabilité qu'un neutron thermique capturé dans le combustible génère une fission                                                             | {\displaystyle P_{\rm {TCF}}={\Sigma _{\rm {TFu5}} \over \Sigma _{\rm {TCu5}}+\Sigma _{\rm {TCu8}}+\Sigma _{\rm {TCocomb}}}}                                               | U 235 est seul fissile en neutrons thermiques                                                                                               |
| {\displaystyle P_{\rm {RCF}}} = Probabilité qu'un neutron rapide capturé dans le combustible génère une fission.                                                               | {\displaystyle P_{\rm {RCF}}={\Sigma _{\rm {RF(u5+u8)}} \over \Sigma _{\rm {RC(u5+u8+ocomb)}}}}                                                                            | U 235 et 238 sont fissiles en neutrons rapides                                                                                              |
| {\displaystyle u_{\rm {R}}} = Facteur d'utilisation rapide = Probabilité qu'un neutron rapide soit capturé dans le combustible plutôt que dans un autre atome.                 | {\displaystyle {\Sigma _{\rm {RC(u5+u8+ocomb)}} \over \Sigma _{\rm {RC(u5+u8+z+o+h)}}}}                                                                                    | Principale source d'erreur sur le résultat final pour {\displaystyle \varepsilon }                                                          |
| {\displaystyle p\approx \mathrm {exp} \left(-{\frac {\sum \limits _{i=1}^{N}N_{i}I_{r,C,i}}{\left({\overline {\xi }}\sigma _{p}\right)_{mod}}}\right)}                         | Limité aux captures dans l'uranium 238 | Formule simplifiée pour l'intégrale de résonance limitée à l'uranium 238                                                                    |
| {\displaystyle f={\Sigma _{\text{captures thermiques atomes fissiles}} \over \Sigma _{\text{captures thermiques totales}}}}                                                    | {\displaystyle {\Sigma _{\rm {TCu5}}+\Sigma _{\rm {TCu8}}+\Sigma _{\rm {TCocomb}} \over \Sigma _{\rm {TCu5}}+\Sigma _{\rm {TC(u8+z+o+h)}}}}                                | |
| {\displaystyle \eta ={\nu _{\rm {T}}\times \Sigma _{\text{fissions thermiques}} \over \Sigma _{\text{captures thermiques atomes du combustible}}}}                             | {\displaystyle {\nu \cdot \Sigma _{f}^{F} \over \Sigma _{c}^{F}}={\nu \cdot \Sigma _{\rm {TFu5}} \over \Sigma _{\rm {TCu5}}+\Sigma _{\rm {TCu8}}+\Sigma _{\rm {TCocomb}}}} | L'U 235 est le seul atome fissile en neutrons thermiques                                                                                    |
| {\displaystyle P_{\rm {R}}\approx \mathrm {exp} \left(-{B_{\rm {g}}}^{2}\tau _{\rm {th}}\right)}                                                                               | {\displaystyle P=P_{\rm {R}}\cdot P_{\rm {R}}} | Pour un cœur de volume supérieur à quelques mètres cubes                                                                                    |
| {\displaystyle P_{\rm {T}}\approx {1 \over 1+{L_{\rm {th}}}^{2}{B_{\rm {g}}}^{2}}}                                                                                             | {\displaystyle P={1 \over 1+M^{2}\cdot B_{\rm {g^{2}}}}} | Ne pas confondre {\displaystyle P} et {\displaystyle p}                                                                                     |

| \| Symbole \| Définition \| Unité \| Commentaire \| \| ----------------------------------- \| ---------------------------------------------------------------------------------------------------------------------------------------------------------------------------------------------------------------------------------------------------------------------------------------------------------------------------------------------------- \| ------ \| -------------------------------------------------------------------------------------------------------------------------------------------------------------------------------------------- \| \| {\displaystyle N_{\rm {i}}} \| Concentration volumique du nucléide i \| at/cm3 \| \| \| {\displaystyle \nu _{\rm {T}}} \| Nombres moyens de neutrons produits par fission thermique \| ss dim \| 2,42 à 2,43 \| \| {\displaystyle \nu _{\rm {R}}} \| Nombres moyens de neutrons produits par fission rapide \| ss dim \| La valeur de {\displaystyle \nu _{\rm {R}}} est un peu plus élevée que {\displaystyle \nu _{\rm {T}}} \| \| {\displaystyle P_{\rm {\rm {TCF}}}} \| {\displaystyle P_{\rm {\rm {TCF}}}={\sigma _{\rm {TFu5}} \over \sigma _{\rm {TCu5}}}} \| ss dim \| \| \| {\displaystyle P_{\rm {RCF}}} \| {\displaystyle P_{\rm {RCF}}={\Sigma _{\rm {RF(u5+u8)}} \over \Sigma _{\rm {RC(u5+u8)}}}} \| ss dim \| \| \| {\displaystyle u_{\rm {R}}} \| {\displaystyle {\Sigma _{\rm {RC(u5+u8)}} \over \Sigma _{\rm {RC(u5+u8+z+o+h)}}}} \| ss dim \| \| \| {\displaystyle I_{\rm {r,C,i}}} \| Capture résonnante intégrale du nucléide i {\displaystyle I_{\rm {r,C,i}}=\int \limits _{E_{\rm {th}}}^{E_{0}}{\Sigma _{p}^{mod}\sigma _{c}^{i}(E) \over \Sigma _{t}(E)}{\mathrm {d} E \over E}} \| barn \| \| \| {\displaystyle {B_{\rm {g}}}^{2}} \| Laplacien géométrique du cœur {\displaystyle B_{\rm {g^{2}}}=\left({\pi \over H+2\lambda _{\rm {z}}}\right)^{2}+\left({J_{\rm {o}} \over R+\lambda _{\rm {r}}}\right)^{2}} \| cm−2 \| avec {\displaystyle H} = Hauteur du cœur {\displaystyle R} = Rayon du cœur {\displaystyle \lambda _{r}=\lambda _{z}=\lambda } = Économie de réflecteur = Constante qui dépend du réflecteur. \| \| {\displaystyle {L_{th}}^{2}} \| Longueur de diffusion des neutrons thermiques = {\displaystyle {L_{th}}^{2}={D \over \sigma _{c,th}}} \| cm2 \| \| \| {\displaystyle {\overline {\xi }}} \| Léthargie moyenne \| ss dim \| \| \| {\displaystyle \tau _{th}} \| Âge de Fermi des neutrons thermiques {\displaystyle \tau =\int \limits _{E_{th}}^{E_{0}}{D(E) \over {\overline {\xi }}\left[D(E){B_{g}}^{2}+\sigma _{t}(E)\right]}{\mathrm {d} E \over E}} {\displaystyle \tau _{th}} est la valeur de {\displaystyle \tau } avec {\displaystyle E} = énergie du neutron issu de fission au début du ralentissement. \| cm2 \| \| \| {\displaystyle M^{2}} \| Aire de migration des neutrons thermiques {\displaystyle M^{2}={L_{th}}^{2}+\tau _{th}} \| cm2 \| \| \| {\displaystyle P} \| Probabilité de non fuite {\displaystyle P=P_{R}\cdot P_{R}={1 \over 1+M^{2}\;B_{g}^{2}}} \| ss dim \| \| | |        | |
| Symbole | Définition | Unité  | Commentaire |
| {\displaystyle N_{\rm {i}}} | Concentration volumique du nucléide i | at/cm3 | |
| {\displaystyle \nu _{\rm {T}}} | Nombres moyens de neutrons produits par fission thermique | ss dim | 2,42 à 2,43 |
| {\displaystyle \nu _{\rm {R}}} | Nombres moyens de neutrons produits par fission rapide | ss dim | La valeur de {\displaystyle \nu _{\rm {R}}} est un peu plus élevée que {\displaystyle \nu _{\rm {T}}}                                                                                        |
| {\displaystyle P_{\rm {\rm {TCF}}}} | {\displaystyle P_{\rm {\rm {TCF}}}={\sigma _{\rm {TFu5}} \over \sigma _{\rm {TCu5}}}} | ss dim | |
| {\displaystyle P_{\rm {RCF}}} | {\displaystyle P_{\rm {RCF}}={\Sigma _{\rm {RF(u5+u8)}} \over \Sigma _{\rm {RC(u5+u8)}}}} | ss dim | |
| {\displaystyle u_{\rm {R}}} | {\displaystyle {\Sigma _{\rm {RC(u5+u8)}} \over \Sigma _{\rm {RC(u5+u8+z+o+h)}}}} | ss dim | |
| {\displaystyle I_{\rm {r,C,i}}} | Capture résonnante intégrale du nucléide i {\displaystyle I_{\rm {r,C,i}}=\int \limits _{E_{\rm {th}}}^{E_{0}}{\Sigma _{p}^{mod}\sigma _{c}^{i}(E) \over \Sigma _{t}(E)}{\mathrm {d} E \over E}} | barn   | |
| {\displaystyle {B_{\rm {g}}}^{2}} | Laplacien géométrique du cœur {\displaystyle B_{\rm {g^{2}}}=\left({\pi \over H+2\lambda _{\rm {z}}}\right)^{2}+\left({J_{\rm {o}} \over R+\lambda _{\rm {r}}}\right)^{2}} | cm−2   | avec {\displaystyle H} = Hauteur du cœur {\displaystyle R} = Rayon du cœur {\displaystyle \lambda _{r}=\lambda _{z}=\lambda } = Économie de réflecteur = Constante qui dépend du réflecteur. |
| {\displaystyle {L_{th}}^{2}} | Longueur de diffusion des neutrons thermiques = {\displaystyle {L_{th}}^{2}={D \over \sigma _{c,th}}} | cm2    | |
| {\displaystyle {\overline {\xi }}} | Léthargie moyenne | ss dim | |
| {\displaystyle \tau _{th}} | Âge de Fermi des neutrons thermiques {\displaystyle \tau =\int \limits _{E_{th}}^{E_{0}}{D(E) \over {\overline {\xi }}\left[D(E){B_{g}}^{2}+\sigma _{t}(E)\right]}{\mathrm {d} E \over E}} {\displaystyle \tau _{th}} est la valeur de {\displaystyle \tau } avec {\displaystyle E} = énergie du neutron issu de fission au début du ralentissement. | cm2    | |
| {\displaystyle M^{2}} | Aire de migration des neutrons thermiques {\displaystyle M^{2}={L_{th}}^{2}+\tau _{th}} | cm2    | |
| {\displaystyle P} | Probabilité de non fuite {\displaystyle P=P_{R}\cdot P_{R}={1 \over 1+M^{2}\;B_{g}^{2}}} | ss dim | |

## Exemples et comparaisons numériques

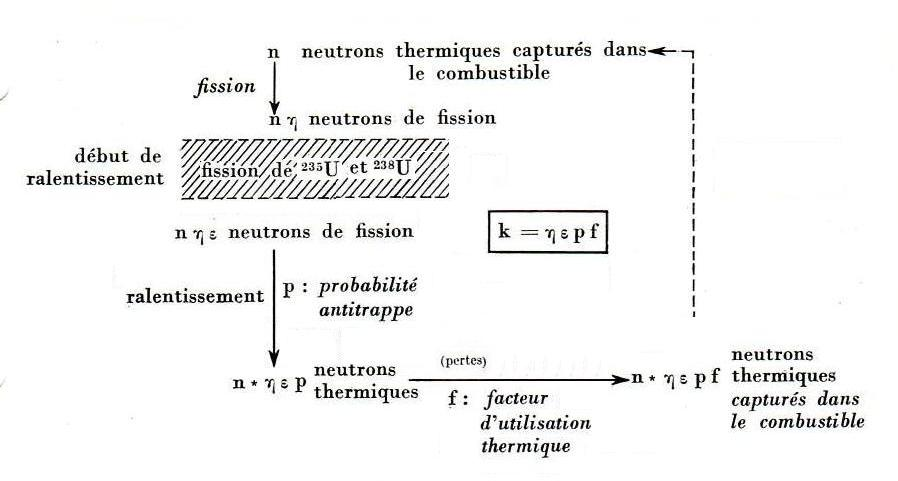
Schéma figurant le « cycle » de la population des neutrons et le facteur de multiplication

On donne ci-dessous quelques valeurs numériques concernant des cœurs typiques de réacteur à eau pressurisée. 
- Les colonnes f, e, d du tableau rassemblent des cas types donnés de réacteurs dans les wikis (français, anglais et allemand) qui ont avancé des valeurs numériques sur un sujet passablement flou ce qui est méritoire.
- La colonne 1 concerne  un réacteur de type REP électrogène de puissance équipé d'un cœur  à oxyde d'uranium enrichi à 2,433 % en masse aux conditions nominales de fonctionnement sans aucun poison ni absorbant insérés. Concernant le "combustible"[Note 2], l'approche retenue est une approche "atomes lourds " dans laquelle le « combustible » comprend l'ensemble des atomes lourds fissiles et non fissiles en neutrons thermiques et non point seulement les seuls atomes fissiles. L'oxygène chimiquement lié à l'uranium et aux autres atomes lourds est considéré comme faisant partie du combustible [Note 4]. Le zirconium est considéré comme matériau de structure   es corps chimiquement liés à l'uranium. Les valeurs "colonne 1 " sont estimées sur la bse d'un modèle simplifié donné à l'article Réactivité d'un assemblage nucléaire.
- On tente une comparaison/consolidation entre les valeurs données dans les différents wikis

| Coeff.                                                     | Valeur 1 | Valeur f  | Valeur e   | Valeur d    | Commentaire |
| ---------------------------------------------------------- | -------- | --------- | ---------- | ----------- | --- |
| {\displaystyle \varepsilon }                               | ≈1,039   | ≈1,07 (a) | ≈1,02      | ≈1,03 (b)   | (a) La valeur apparait élevée, le facteur {\displaystyle \varepsilon } est usuellement donné égal à 1,03 et jusqu'à 1,05 maximum, le facteur η associé est celui d'un cœur moyennement enrichi (4 % maximum). La valeur de ε donnée correspond dès lors à un cœur assez fortement sous-modéré. (b) Valeur a priori élevée pour un cœur fortement modéré comme l'indique la valeur du facteur p                                        |
| {\displaystyle p}                                          | ≈0,750   | ≈0,75 (c) | ≈0,87 (c)  | ≈0,89 (c)   | (c) Les écarts sur les valeurs de {\displaystyle p} apparaissent importants ils peuvent s'expliquer par le fait que les cœurs modélisés en colonne e et d sont fortement modérés. |
| {\displaystyle f}                                          | ≈0,922   | ≈0,92     | ≈0,71 (d)  | ≈0,88       | (d) Le facteur f donné colonne e correspond à un cœur proche de la criticité donc avec peut être des poisons insérés |
| {\displaystyle \eta }                                      | ≈1,753   | ≈1,78 (e) | ≈1,65 (e)  | ≈1,3 (e)(f) | (e) Ces valeurs sont cohérentes avec l'approche : « combustible » = « atomes lourds » (f) La valeur de {\displaystyle \eta } correspond a priori un cœur à uranium naturel non enrichi ou à un cœur usé contenant moins de matière fissile qu'à l'origine |
| {\displaystyle \nu _{T}}                                   | ≈2,425   | ≈2,42     | ≈2,42      | ≈2,43       | (e) Ces valeurs sont cohérentes avec l'approche : « combustible » = « atomes lourds » (f) La valeur de {\displaystyle \eta } correspond a priori un cœur à uranium naturel non enrichi ou à un cœur usé contenant moins de matière fissile qu'à l'origine |
| {\displaystyle k_{\infty }}                                | ≈1,260   | ≈1,314    | ≈1,040 (g) | ≈1,049 (h)  | Les valeurs proches de 1 par valeur supérieure trouvées en colonnes e et d correspondent au cas du réacteur proche de la criticité. (g) Le cœur modélisé colonne e a peut-être des absorbants présents dans le cœur (bore dissous; poisons consommables; ou absorbants mobiles insérés) (h) Le cœur modélisé en colonne d semble correspondre à un cœur à uranium naturel non enrichi fortement modéré et ne contenant pas de poison. |
| {\displaystyle {(\varepsilon -1) \over {(1-p) \over p*f}}} | ≈0,108   | ≈0,193    | ≈0,095     | ≈0,214      | Le terme {\displaystyle {(\varepsilon -1) \over {(1-p) \over p*f}}} permet suivant la formule générale un recoupement de cohérence entre les différentes valeurs de p, f, et, ε. Les écarts d'un facteur 2 ne sont pas significatifs. |
| {\displaystyle P_{\rm {R}}}                                | ≈0,988   | ≈0,97     |            |             | L'écart entre les valeurs de fuites en ralentissement est important ; il est à corréler avec les écarts sur les valeurs de {\displaystyle p} |
| {\displaystyle P_{\rm {T}}}                                | ≈0,999   |           | ≈0,99      |             | Valeurs en bon accord |
| {\displaystyle k_{\rm {eff}}}                              | ≈1,244   |           | ≈0,998     |             | Le cœur modélisé en colonne e est proche de la criticité. Donc la comparaison des facteurs f ne peut être faite (il y a des poisons neutroniques dans le cœur). Pour les autres facteurs une comparaison est possible avec des précautions. |

L'exemple pris ci-dessus (colonne f du tableau) correspond aux ordres de grandeurs usuels pour un réacteur à eau pressurisée. Elles conduisent à un {\displaystyle k_{\infty }} supérieur à 1. La prise en compte des fuites en dehors du cœur permet d'aboutir au {\displaystyle k_{\rm {effectif}}}, également, pour cet exemple, supérieur à 1. En examinant la formule des 4 facteurs, on arrivera à la conclusion que la manière la plus simple de contrôler la réaction est d'agir sur le facteur d'utilisation thermique. Ceci pourra se faire en introduisant dans le milieu des noyaux absorbants supplémentaires.